# 邓多克
邓多克位于爱尔兰岛卡斯尔敦河畔，是爱尔兰劳斯郡的郡治，人口35090人（2006年）。

## 友好城市
- 美国马里兰州邓多克
- 法國 勒泽